# Me, Live!
«Me, Live!» (англ. «Я вживу!») — перший концертний альбом італійського співака та кіноактора Адріано Челентано, що вийшов у 1977 році під лейблом «Eurodisc» і у 1979 році під лейблами «Clan Celentano» і «Ariola».

## Про альбом
У 1977 році протягом 7 днів Адріано Челентано дав серію концертів на стадіонах Італії. Челентано став одним з перших співаків в Італії, які почали виступати на стадіонах. Один із виступів транслювали 7 листопада на телеканалі Rai 1 під назвою «Arriva Il Celebre». Протягом гастролів, під час концерту на стадіоні «Діно Мануцці» в місті Чезена 28 серпня 1977 року, було записано перший концертний альбом Челентано «Me, Live!» («Я вживу!»), який вийшов в Італії лише у 1979 році.
Крім Італії, альбом випускався у Франції, Німеччині і Греції, його видання складалося з двох LP-платівок, які містили 17 пісень з репертуару Челентано 1950-х, 1960-х і 1970-х років. Альбом вийшов накладом 1.000.000 копій. Продюсером альбому був близький друг Челентано — Мікі Дель Прете.
Тривалий час «Me, Live!» був єдиним концертним альбомом виконавця. Лише у 2012 році вийшов другий концертний альбом — «Adriano Live». 1982 року в Італії альбом випускався на двох касетах. 2001 року альбом був перевиданий на CD під назвою «Il concerto di Adriano», це видання мало інший малюнок обкладинки.

## Треклист
LP

### Перша платівка
Сторона «А»
| #  | Назва                     | Автор                                              | Тривалість |
| -- | ------------------------- | -------------------------------------------------- | ---------- |
| 1. | «Taparara»                | Адріано Челентано                                  | 3:26       |
| 2. | «Pregherò»                | Бен Кінг, Дон Бакі                                 | 3:50       |
| 3. | «Bellissima»              | Лучано Беретта, Адріано Челентано, Мікі Дель Прете | 4:01       |
| 4. | «Presentazione Orchestra» | —                                                  | 1:41       |
| 5. | «When love…»              | Даніеле Байма Бескет, Мікі Дель Прете              | 4:32       |

Сторона «Б»
| #   | Назва                   | Автор                                              | Тривалість |
| --- | ----------------------- | -------------------------------------------------- | ---------- |
| 6.  | «Un albero di 30 piani» | Адріано Челентано                                  | 4:08       |
| 7.  | «A woman in love»       | Френк Лоссер                                       | 1:24       |
| 8.  | «Rock Around the Clock» | Джиммі Де Найт, Макс Фрідман                       | 1:54       |
| 9.  | «Il pallone da Basket»  | —                                                  | 0:49       |
| 10. | «Storia d´amore»        | Лучано Беретта, Адріано Челентано, Мікі Дель Прете | 5:57       |

### Друга платівка
Сторона «А»
| #   | Назва                        | Автор                                               | Тривалість |
| --- | ---------------------------- | --------------------------------------------------- | ---------- |
| 11. | «Il ragazzo della via Gluck» | Лучано Беретта, Адріано Челентано, Мікі Дель Прете  | 4:12       |
| 12. | «Svalutation»                | Лучано Беретта, Віто Паллавічіні, Адріано Челентано | 4:58       |
| 13. | «Azzurro»                    | Паоло Конте, Віто Паллавічіні                       | 3:12       |

Сторона «Б»
| #     | Назва                       | Автор                                                                    | Тривалість |
| ----- | --------------------------- | ------------------------------------------------------------------------ | ---------- |
| 14.   | «Kiss me good-bye»          | Даніеле Байма Бескет, Мікі Дель Прете, Рональд Джексон, Джон Мараскалько | 7:19       |
| 15.   | «Aih! Aih! Rock/Rip It Up»  | Роберт Блеквелл, Джон Мараскалько, Адріано Челентано                     | 7:29       |
| 16.   | «Prisencolinensinainciusol» | Адріано Челентано                                                        | 2:47       |
| 17.   | «Ciao ragazzi»              | Адріано Челентано, Мікі Дель Прете, Детто Маріано, Могол                 | 1:41       |
| 63:16 |                             |                                                                          |            |

## Ліцензійне видання
| Назва                               | Лейбл                                              | Маркування              | Країна    | Рік  |
| ----------------------------------- | -------------------------------------------------- | ----------------------- | --------- | ---- |
| Me, Live! (2xLP, Album)             | Clan Celentano                                     | CLN 22203               | Італія    | 1979 |
| Me, Live! (2xLP, Album)             | Eurodisc, Eurodisc, Eurodisc                       | 913 290, 300410, 300411 | Франція   | 1977 |
| Me, Live! (2xLP, Album)             | Eurodisc                                           | 300410-A                | Франція   | 1979 |
| Me, Live (2xLP, Album)              | Ariola                                             | 300 410                 | Німеччина | 1979 |
| Me, Live (2xLP, Album)              | Ariola                                             | 300412-406              | Німеччина | 1979 |
| Me, Live (2xLP, Album)              | Ariola                                             | VER 5019-20             | Греція    | 1979 |
| Me, Live (2xLP, Gat)                | Record Bazaar                                      | 2 RB 249                | Італія    | 1980 |
| Me, Live! Vol. 1 (Cass, Album)      | Record Bazaar                                      | 31 2 RB 249             | Італія    | 1982 |
| Me, Live! Vol. 2 (Cass, Album)      | Record Bazaar                                      | 31 2 RB 249             | Італія    | 1982 |
| Me, Live (2xLP, Rep)                | Clan Celentano                                     | 2 LSM 1020              | Італія    | 1985 |
| Me, Live! (CD, Album, Promo, RE)    | Clan Celentano, CGD East West, Corriere Della Sera | 9771128566136           | Італія    | 2005 |
| Il Concerto Di Adriano (CD, RE, RM) | Sorrisi E Canzoni TV, CGD East West                | none                    | Німеччина | 2001 |
| Me, Live! (CD, Album, RE)           | CGD East West                                      | 0630 - 13560-2          | Італія    | 2001 |